# Optische Dicke
Die optische Dicke {\displaystyle \tau }, auch optische Tiefe, ist ein dimensionsloses Maß dafür, wie gut ein physikalisches Medium elektromagnetische Wellen passieren lässt:
- beim Durchgang durch eine Materieschicht (z. B. der Atmosphäre) der optischen Dicke {\displaystyle \tau =1} fällt die Strahlungsdichte auf das 1/e-fache ab, also auf einen Endwert von ca. 37 % der ursprünglichen Strahlungsdichte.[1]
- für den Fall {\displaystyle \tau \gg 1} spricht man von optisch dick
- für den Fall {\displaystyle \tau \ll 1} von optisch dünn.[2]

Die optische Dicke eines Materials ist für verschiedene Frequenzen {\displaystyle f} unterschiedlich. Sie errechnet sich durch Integration des Absorptionskoeffizienten {\displaystyle a} über den Lichtweg {\displaystyle d}, den die Strahlung zurücklegen muss:
{\displaystyle \tau (f)=\int _{0}^{d}a(x,f)\mathrm {d} x}
In einem als homogen angenommenen Medium vereinfacht sich das ganze zu einer Multiplikation:
{\displaystyle \tau =C_{i}\cdot \sigma \cdot d}
mit
- der Teilchendichte {\displaystyle C_{i}}
- dem Wirkungsquerschnitt {\displaystyle \sigma } für die betreffende Energie.

## Optische Dicke der Atmosphäre

### Bestimmung
Die optische Dicke {\displaystyle \tau } der Atmosphäre geht als Extinktionskoeffizient in die Transmissivität {\displaystyle T} der Atmosphäre ein. Diese berechnet sich für eine bestimmte Wellenlänge nach dem Gesetz von Lambert-Beer zu:
{\displaystyle T={\frac {I}{I_{0}}}=e^{-\tau \cdot m}}
mit
- der Intensität {\displaystyle I} der Sonneneinstrahlung in der betrachteten Wellenlänge am Boden
- der exatmosphärischen Sonneneinstrahlung {\displaystyle I_{0}} (Solarkonstante)
- der atmosphärischen Masse {\displaystyle m=1/\cos \Theta _{z}}, also der Wegstrecke durch die Atmosphäre als Vielfaches der kürzestmöglichen Wegstrecke bei Zeniteinstrahlung ({\displaystyle \Theta _{z}} ist der Sonnenzenitwinkel).

Aufgrund der atmosphärischen Masse ist die Transmissivität abhängig vom Sonnenstand, d. h., sie ändert sich im Laufe des Tages, auch bei gleichbleibenden Atmosphärenbedingungen. Dagegen hängt die optische Dicke der Atmosphäre nicht vom Sonnenstand ab; sie kann mit einem Photometer gemessen werden.

### Komponenten
Die optische Dicke der Atmosphäre setzt sich additiv zusammen:
{\displaystyle \tau =\tau _{\text{Gas}}+\tau _{R}+\tau _{A}}
Dabei beschreiben
- die Gas-optische Dicke {\displaystyle \tau _{\text{Gas}}} die Absorption an den atmosphärischen Gasen (vor allem Ozon, Sauerstoff und Wasserdampf), allerdings nur in den Wellenlängenbereichen {\displaystyle \lambda } der Absorptionsbanden der Gase. Die optische Dicke der atmosphärischen Gase (außer Wasserdampf) ist quasi konstant und kann Tabellen entnommen werden.
- die Rayleigh-optische Dicke {\displaystyle \tau _{R}(\lambda )=0{,}008735\cdot \lambda ^{-4{,}085}} die Extinktion, die durch Rayleigh-Streuung der Luftmoleküle verursacht wird
- die Aerosol-optische Dicke {\displaystyle \tau _{A}} die Mie-Streuung an größeren Teilchen (Aerosolen). Sie kann aus den anderen (gemessenen oder nachgeschlagenen) Komponenten bestimmt werden:

{\displaystyle \Leftrightarrow \tau _{A}=\tau -\tau _{R}-\tau _{\text{Gas}}}
Für eine genauere Aufschlüsselung siehe Lambert-Beersches Gesetz, Fernerkundung (Atmosphäre).